# Bronx Park
Bronx Park er en park i bydelen Bronx i New York City. Den dækker 718 acres (2,91 km2) langs Bronx River og er hjemsted for New York Botanical Garden og Bronx Zoo. Parken drives af New York City Department of Parks and Recreation. 
Området til Bronx Park blev erhvervet gennem fonde ifølge en lov fra 1884 New Parks Act. Det oprindelige område på 640 acres (2,6 km2) erhvervede man 1888-1889. 250 acres (1,0 km2) mod nordøst kom til i 1891 for New York Botanical Society.  Andre 250 acres (1,0 km2) i 1898 for New York Zoological Society. Yderligere 66 acres (270.000 m2) erhvervede man i 1906 i den sydøstre del, som kaldes Ranaqua og hvor parkens hovedkvarter ligger.

## Kort
| - Bronx' placering i New York City. - Bronx Park er nr. 3 på kortet over grønne områder |